# Yiftah (kibboutz)
Yiftah ((he) יִפְתָּח, lit. Il ouvrira) est un kibboutz au nord d'Israël, situé près de la frontière avec le Liban et de la ville de Kiryat Shmona. Il est sous l'administration du Conseil régional de Haute-Galilée. En 2016, sa population est de 206 habitants.

## Histoire
Le kibboutz Yiftah est fondé le 18 août 1948 au cours de la deuxième trêve de la Guerre d'Indépendance par des soldats démobilisés du Palmach qui ont fait justement partie de la Brigade Yiftah, origine du nom de cette communauté. Le fort de Metsoudat Koach, utilisé par les gardes-frontières, borde la communauté.
Yifath se situe aussi près de Jahoula, mais sur le terrain appartenant au village palestinien déserté de Qadas.
Dans les années 1950 et 1960, le kibboutz souffre d'infiltrations transfrontalières, de vols de récoltes dans les champs, vol des moutons et d'autres animaux ainsi que des opérations de sabotage du Fatah.
Depuis 1999, il entame des réformes du cadre coopératif et égalitaire. En 2006, une extension communautaire nommée Bat-Yiftah est établie dans le kibboutz.
Sa population est à moitié d'origine ashkénaze et à moitié sépharade.

## Économie

### Agriculture
De nombreuses cultures et élevages ont été expérimentés, comprenant l'élevage de moutons, la production de miel, le blé, l'aquaculture, les fruits dont la vigne, les cultures dans le Néguev, l'élevage de dindons, canards et les anguilles. L'usine de la société Bereshit, qui s'occupe de l'emballage et de la commercialisation des fruits, est située dans le kibboutz.

### Industrie
Le village est copropriétaire avec les kibboutzim Hatzerim et Magal de la firme multinationale Nefatim, leader dans les systèmes d'irrigation. La principale usine de Yiftah est l'usine de Netafim qui fait partie du complexe Netafim. Le kibboutz possède également une carrière de marbre, un atelier de métal et une chambre froide. Entre autres choses, il y avait dans le passé un laboratoire, un atelier de réparation de radios, une usine de traitement des copeaux et d'analyse du sol,

### Tourisme
En plus d'accueillir des touristes, le kibboutz a gagné des prix agricoles et esthétiques en (1949), pour l'orge (1963), le lait de brebis (1957), ainsi que des prix de qualité pour les fruits (1964, 1961) et une exposition de fleurs pour l'Iris Nazareth (1961).

## Galerie d'images

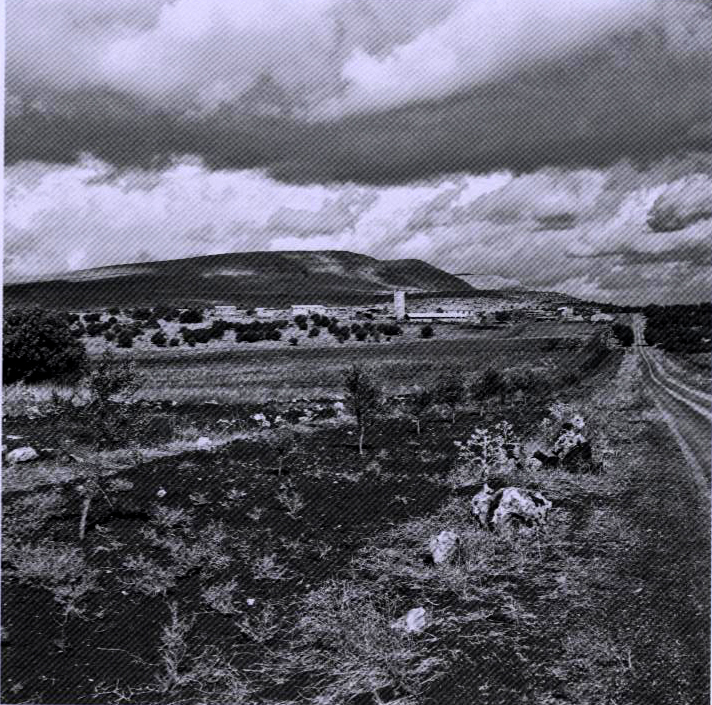
Photographie de Fritz Schlesinger
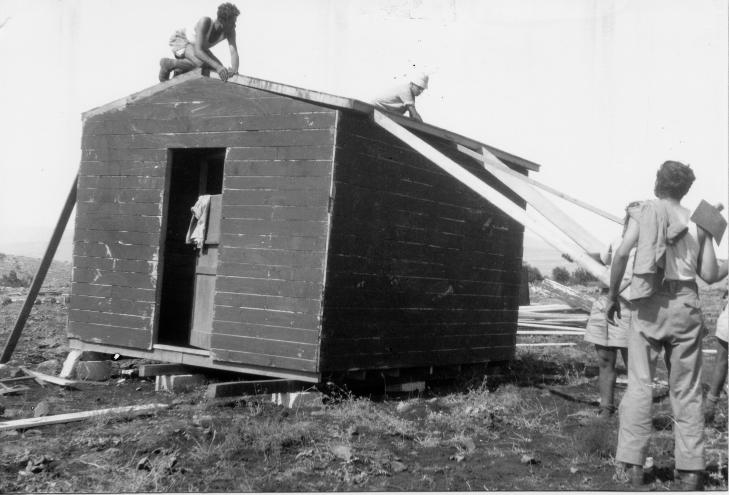
Le kibboutz en construction, 1948
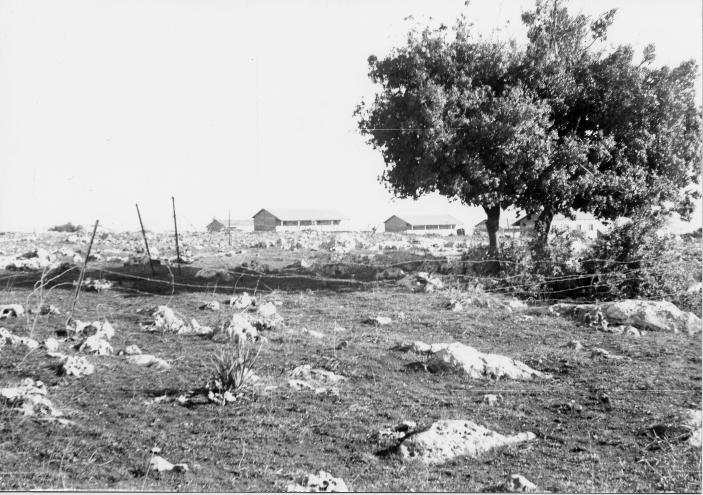
Vue d'ensemble en 1948
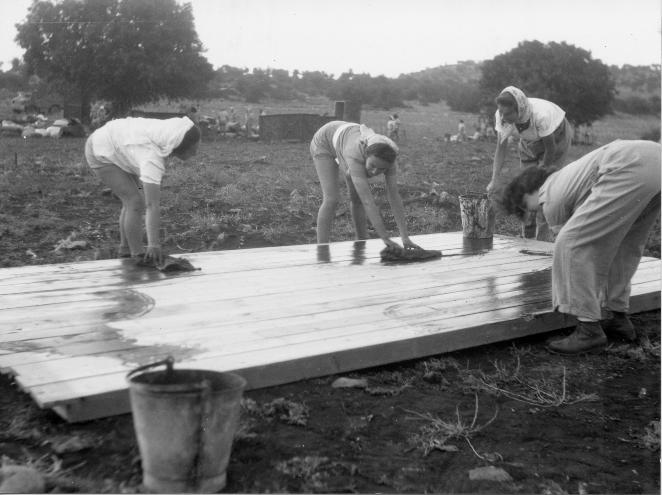
Construction du kibboutz en 1948
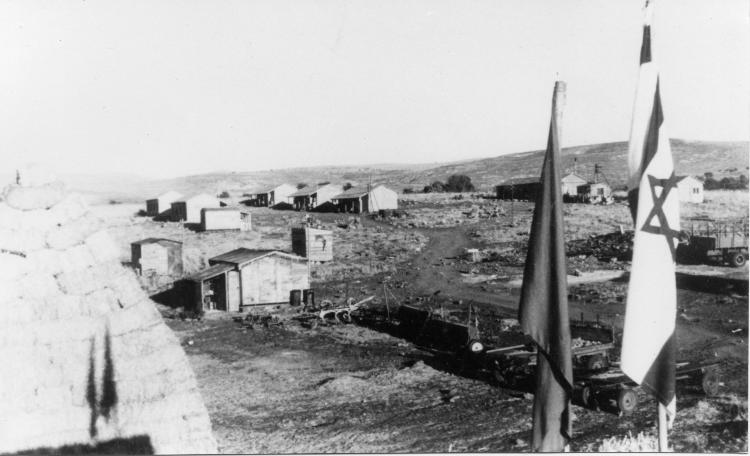
Le premier anniversaire du Kibboutz
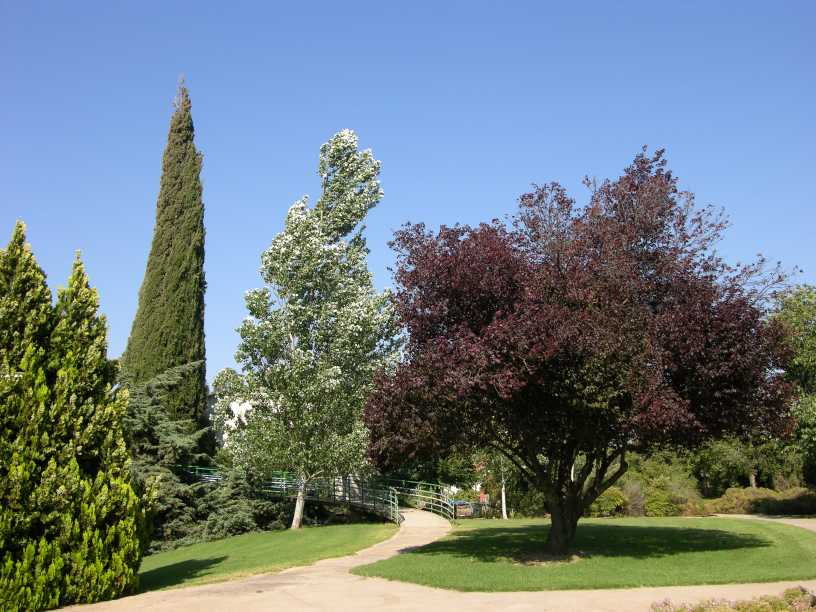
les arbres du kibboutz